# Кемеровський державний інститут культури
Кемеровський державний університет культури і мистецтв (рос. Кемеровский государственный университет культуры и искусств) — виш у місті Кемерово. Заснований 1969 року як державний інститут культури. Наприкінці 1990-х отримав статус державної академії культури і мистецтв, а в 2000-х - університету.

## Інститути
- Соціально-гуманітарний інститут
- Інститут соціально-культурних технологій
- Інститут театру
- Інститут хореографії
- Інститут візуальних мистецтв
- Інститут інформаційних і бібліотечних технологій
- Інститут додаткової професійної освіти
- НДІ прикладної культурології
- НДІ інформаційних технологій соціальної сфери